# Chilocardamum
Chilocardamum es un género de plantas con flores perteneciente a la familia Brassicaceae. Comprende 4 especies descritas y  aceptadas.

## Taxonomía
El género fue descrito por Otto Eugen Schulz  y publicado en Das Pflanzenreich IV. 105(Heft 86): 179. 1924.

## Especies
A continuación se brinda un listado de las especies del género Chilocardamum aceptadas hasta julio de 2012, ordenadas alfabéticamente. Para cada una se indica el nombre binomial seguido del autor, abreviado según las convenciones y usos.
- Chilocardamum castellanosii (O.E.Schulz) Al-Shehbaz
- Chilocardamum longistylum (Romanczuk) Al-Shehbaz
- Chilocardamum onuridifolium (Ravenna) Al-Shehbaz
- Chilocardamum patagonicum (Speg.) O.E.Schulz